# Psilopygida
Psilopygida este un gen de molii din familia Saturniidae. 

## Specii
- Psilopygida crispula (Dognin, 1905)